# 새알
새알은 새의 알이다. 암컷이 낳고 종에 따라서 다양한 시간에 부화한다. 각각의 알에서 한배의 병아리로 부화한다. 평균 산란 개수는 (콘도르같은) 한 마리의 암컷이 약 17개(유럽자고새)를 낳는다. 어떤 새는 수정되지 않은 경우에도 알을 낳는다. 애완동물 주인이 혼자인 새의 둥지에서 생식할 수 없는 알을 낳는 것을 발견하는 것은 극히 드문 것이 아니다.

## 색깔
척추동물 알의 기본색은 껍질이 만들어진 탄산칼슘의 흰색이지만, 어떤 새나, 주로 연작류는, 색깔이 있는 알을 낳는다. 색소 담록소와 그것의 아연 킬레이트 화합물은 녹색이나 파랑 바탕색을 발하지만, 프로토포로피린은 빨강과 갈색 바탕색을 발하거나 반점이 생긴다.
비연작류는 도요목, 뱀과, 위장이 필요한 쏙독새처럼 땅에 둥지를 트는 그룹을 제외하고, 일반적으로 흰알을 가지고 어떤 탁란 뻐꾸기는 연작류 기생주의 알과 비슷하다. 대조적으로, 대부분의 연작류는, 색깔이 있는 알을 낳고, 비록, 박새과와 유사한 구멍둥지라고 할지라도, 위장색은 필요하지 않다.
그러나, 최근 연구는 연작류 알에 표시된 프로토포르피린이 고체상태 윤활제처럼 작용하여 실제로 약점을 감소하는 작용을 한다고 제안한다. 만약 지역흙에 불충분한 칼슘이 함유되었다면, 알껍질은 특히 광범위 주변의 원에서, 얇을 것이다. 반점이 있는 프로토포르피린은 이것을 보상하고, 흙에 있는 칼슘의 양을 반대로 증가시킨다.
동일한 이유로 인하여, 낳은 지 오래된 알은 암컷의 칼슘 저장소가 바닥나게 되어 최근에 낳은 알보다 반점이 많다.
각각 알의 색은 유전적인 영향이고, 오직 모계를 통하여 유전된듯 하며, 색소를 나타내는 유전자가 W 염색체를 결정하는 성이라는 것을 암시한다. (암컷새는 WZ이고, 수컷새는 ZZ임)
그것은 색깔이 낳기 이전에 껍질에 즉시 적용된다는 것으로 간주되었지만, 이 연구는 착색이 탄산염화 칼슘 축적의 원인인 동일한 단백질이나, 미네랄이 부족할 경우에 프로토포르피린과, 껍질발달의 중요한 부분이라는 것을 보여준다.
바다오리같은 종에서, 큰 그룹의 둥지에, 각 암컷의 알은 매우 다른 반점을 가져서, 암컷이 새끼가 있는 복잡한 절벽 암붕에서 자신의 알을 식별하기 쉽게한다.

## 껍질
새 알껍질은 다양하다. 예시:
- 가마우지 알은 거칠고 백악질이다.
- 티나무 알은 빛난다.
- 오리 알은 매끄럽고 방수된다.
- 화식조 알은 상당한 구멍이 있다.

새 알껍질의 작은 구멍은 태아가 호흡하는 것을 가능하게 한다. 달걀은 약 7500개의 구멍이 있다.

## 모양
대부분의 새알은 한쪽끝은 평평하고 다른쪽은 뾰족한, 타원형 모양을 지녔다. 이 모양은 알이 강제로 수란관을 지나가게 해서 발생된 결과이다. 근육은 알 뒤쪽의 수란관을 수축해서, 앞쪽으로 밀어낸다. 알의 벽은 여전히 형태가 변경될 수 있고, 뾰쪽한 끝은 뒤쪽으로 발달된다. 절벽에 둥지를 트는 새는 가끔 심하게 휘어진 타원형 알을 낳는다. 원형은 주변으로 굴러가는 경향이 있는 대신에, 타원형은 굴러떨지지 않게 해서, 진화에 따라 선택되었다고 믿어졌다. 반대로 구멍에 둥지를 트는 많은 새는 거의 원형에 가까운 알을 낳는다.

## 포식
많은 동물은 알을 먹는다. 예시로, 아메리카 검은머리물떼새 알의 주요한 약탈자는 미국너구리, 스컹크, 밍크, 민물 및 바다 수달, 갈매기, 까마귀와 여우가 있다. 흰담비 ("산족제비")와 긴꼬리 족제비 ("긴꼬리 오코조")는 오리의 알을 훔친다. "아프리카 알뱀" 및 "인도 알뱀" 속의 뱀들은 알을 먹도록 진화되었다.
탁란 (托卵)은 하나의 종이 다른종의 둥지에 알을 낳을 경우에 발생된다. 어떤 경우에, 기생주의 알은 제거되거나, 탁란 암컷이 먹어버린거나, 탁란 병아리가 내쫓아 버린다. 탁란은 찌르레기와 많은 구세계 뻐꾸기가 포함된다.

## 이용
집새 등의 알은 음식으로 먹기도 한다.

## 같이 보기
- 조란학